# دریاچه بولسنا
دریاچه بولسنا (به ایتالیایی: Lago di Bolsena) یک دریاچه دهانه آتشفشانی در ایتالیا است که در استان رم واقع شده‌است.